# Bessi (Gambia)
Bessi (Schreibvariante: Besse) ist eine Ortschaft im westafrikanischen Staat Gambia.
Nach einer Berechnung für das Jahr 2013 leben dort etwa 1120 Einwohner, das Ergebnis der letzten veröffentlichten Volkszählung von 1993 betrug 691.

## Geographie
Bessi liegt in der West Coast Region, Distrikt Foni Brefet, an der South Bank Road zwischen Sutusinjang und Somita. Der Ort liegt rund 6,5 Kilometer westlich von Somita und 2,8 Kilometer östlich von Sutusinjang entfernt. Bei Bessi geht eine Straße nach Norden in Richtung Brefet.

## Kultur und Sehenswürdigkeiten
Bei Bessi ist ein Baum für die Zirkumzision als Kultstätte unter den Namen Besse-Bire/Sankiliba bekannt.